# Xaltipan, Cuetzalan del Progreso
Xaltipan är en ort i Mexiko.   Den ligger i kommunen Cuetzalan del Progreso och delstaten Puebla, i den sydöstra delen av landet, 180 km öster om huvudstaden Mexico City. Xaltipan ligger 314 meter över havet och antalet invånare är 739.
Terrängen runt Xaltipan är lite bergig. Runt Xaltipan är det tätbefolkat, med 383 invånare per kvadratkilometer. Närmaste större samhälle är Olintla, 16,0 km väster om Xaltipan. I omgivningarna runt Xaltipan växer huvudsakligen savannskog.